# Beringstraat
De Beringstraat of Straat Bering (Engels: Bering Strait, Russisch: Берингов пролив; Beringov proliv) is de zeestraat gelegen tussen de Beringzee van de Grote Oceaan en de Tsjoektsjenzee van de Noordelijke IJszee. Deze zee-engte scheidt Rusland (Siberië) van de Verenigde Staten (Alaska). Aan de Amerikaanse kant ligt het schiereiland Steward, met Kaap Prince of Wales, aan de Russische kant het Tsjoektsjenschiereiland, met Kaap Dezjnjov.
In de Beringstraat liggen de Diomedeseilanden: het Russische Imaliq of Grote Diomedes of Ratmanov en het Amerikaanse Inaliq of Kleine Diomedes. Daartussen ligt de internationale datumgrens en de grens tussen Rusland en de Verenigde Staten.

## Ontstaan
De Beringstraat ontstond tijdens het Plioceen na het verbreken van de landbrug tussen Azië en Noord-Amerika. Voorheen konden landdieren die in Azië geëvolueerd waren door Beringië naar Noord-Amerika migreren. Zoogdieren zoals leeuwen en jachtluipaarden evolueerden tot nu uitgestorven endemische Noord-Amerikaanse soorten. In Noord-Amerika ontwikkelden zich kameelachtigen en paarden, die zich naar Azië uitbreidden en later in hun bakermat Noord-Amerika uitstierven. Het ontstaan van de Beringstraat maakte een einde aan deze uitwisseling. Kort daarop ontstond de Panamalandengte waardoor een uitwisseling van de fauna van Noord- en Zuid-Amerika plaatsvond.
Tijdens de recentste ijstijd (116 000 tot 11 500 jaar geleden) werd door de lage temperatuur veel water tot ijs. Hierdoor daalde het zeeniveau in de Beringstraat, en kwam zij in sommige perioden weer droog te staan. Over deze Beringlandbrug zouden mensen en dieren theoretisch van Azië naar Noord-Amerika kunnen trekken. Men nam daarom lange tijd aan dat op die wijze de eerste mensen vanaf Siberië Alaska en dus Amerika bereikten. De doorgang tussen Alaska en de rest van Noord-Amerika werd echter geblokkeerd door het landijs. Tegenwoordig wordt daarom gedacht dat de oudste bewoners van Amerika het continent deels over water bereikten.

## Ontdekkingsgeschiedenis
De eerste moderne westerlingen die de Beringstraat bereikten, waren de Siberische Kozakken tijdens de Russische verovering van Siberië. In 1649 bereikte Semjon Dezjnjov het Tsjoektsjenschiereiland, en daarmee de Aziatische kust van de Beringstraat. Deze reis werd echter pas later in de archieven teruggevonden, en over de geografie van het gebied bleef veel onduidelijkheid. De Deense ontdekkingsreiziger Vitus Bering, naar wie de Beringstraat is genoemd, voer in 1728 van zuid naar noord door de straat, en toonde zo aan dat Azië en Amerika niet verbonden waren. Hij zag echter de Amerikaanse kust niet.
Voor zover bekend was de eerste die dit deed de Russische ontdekkingsreiziger Michail Gvozdev die in 1732 de kaap Prince of Wales zag, maar ook zijn verslag bleef lang onbekend, en het was pas met de derde reis van James Cook (1776-1779) dat de Amerikaanse kant van de straat duidelijk in kaart gebracht werd.

## Trivia
Op 7 augustus 1988 zwom de toen 30-jarige Amerikaanse Lynne Cox zonder beschermende kleding het deel van de Beringstraat tussen Alaska en Rusland over. De afstand van haar startpunt, Little Diomede (Alaska) naar Ratmanov (Rusland, toen nog Sovjet-Unie) bedraagt ongeveer 4 kilometer, maar door de stroming legde ze 6 kilometer af in ruim 2 uur.
Op 19 april 2007 kondigde Rusland aan een tunnel onder de Beringstraat te willen aanleggen in samenwerking met de Verenigde Staten. Onderdeel van het project is een 3500 kilometer lange spoorverbinding vanaf Pravaja Lena ten zuiden van Jakoetsk via Zyrjanka naar Oeëlen.